# Menschenwee
Menschenwee, ook uitgebracht als Het Danshuis op den Zeedijk, is een Nederlandse stomme film uit 1921 onder regie van Theo Frenkel sr.. De film is gebaseerd op de roman Menschenwee, Roman van het Land van Israël Querido.

## Verhaal
Balthazar is de eigenaar van een berucht café op de Zeedijk, waar op een dag een moord wordt gepleegd. Een jongen is getuige van dit incident en ziet hoe de kroegbaas kapitein Beets in koelen bloede vermoordt, zodat hij hem niet hoeft te betalen voor zijn diensten. Beets heeft namelijk een pakket met diamanten die hij aan de man wil verkopen. Zijn dochter Eva en haar verloofde doen er alles aan de kroegbaas te dwingen om de moord te bekennen.

## Rolbezetting
| Acteur              | Personage                       |
| ------------------- | ------------------------------- |
| Willem van der Veer | Kapitein Beets                  |
| Coen Hissink        | Balthazar 'de Tijger'           |
| Kitty Kluppell      | Eva, Beets' dochter             |
| Louis Davids        | Willy Vermeer                   |
| Jan Lemaire jr.     | Zwervertje                      |
| Vera van Haeften    | Caroline, Beets' oudere dochter |

## Achtergrond
Het boek waar de film op is gebaseerd werd in 1903 gepubliceerd. Hierin beschrijft schrijver Israël Querido een hard bedrijf in de bloembollenstreek. De film werd door de pers beschreven als een 'psychologisch drama'. De Telegraaf gaf alle lof aan Louis Davids, wiens 'rustige en gereserveerde acteerspel' hem tot een 'ideaal filmacteur' maakt. Tegenwoordig bestaan nog twee fragmenten van in totaal zeven minuten van de film, die bewaard worden in het Eye Filmmuseum.